# Mickey Goldmill
Michael "Mickey" Goldmill (Detroit, 07 de Abril de 1905 - Nova Iorque - 15 de Agosto de 1981) é um personagem fictício, treinador de Rocky Balboa nos 2 primeiros filmes da série. Ele foi um ex-lutador, mas acabou largando a carreira. Como característica principal ele é rabugento e está sempre de mau humor, mas expressa um enorme carinho por Rocky. Na vida real Mickey foi interpretado por Burgess Meredith.
Mickey pode ter sido inspirado em Charley Goldman, ambos eram lutadores peso-galo, tinham ascendência judaica, e têm nomes similares. Além disso, Goldman treinou Rocky Marciano com muitos aspectos semelhantes á forma  que Goldmill treinou Balboa. Goldman foi (novamente como Goldmill) conhecido por fazer comentários sábios.